# Sainte-Colombe-de-la-Commanderie
Sainte-Colombe-de-la-Commanderie en francés y oficialmente, Santa Coloma de Tuïr o Santa Coloma de la Comanda en catalán, es una localidad y comuna francesa, situada en el departamento de Pirineos Orientales, región de Languedoc-Rosellón y comarca histórica del Rosellón. 
Fue una dependencia de la antigua comanda de los Templarios de Masdéu.
Sus habitantes reciben el gentilicio de Sainte-Colombans en francés o colomí, colomina en catalán.

## Demografía
| 47 | 60 | 71 | 87 | 83 | 101 |
| Para los censos de 1962 a 1999 la población legal corresponde a la población sin duplicidades (Fuente: INSEE [Consultar]) |    |    |    |    |     |